# Cayaponia cabocla
Cayaponia cabocla är en gurkväxtart som först beskrevs av Vell., och fick sitt nu gällande namn av Carl Friedrich Philipp von Martius. Cayaponia cabocla ingår i släktet Cayaponia och familjen gurkväxter. Inga underarter finns listade i Catalogue of Life.